# Baldosa de medianería

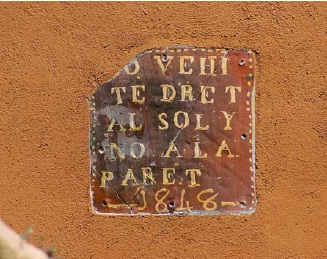
Baldosa de medianería en la calle de les Ànimes de Palafrugell. El letrero advierte que «el vecino tiene derecho al suelo y no a la pared 1848».

Baldosa de medianería se llama a una baldosa típica de mediados del siglo XIX de la ciudad de Palafrugell (provincia de Gerona) y de alguna otra ciudad de su entorno más inmediato. Tiene sencillas inscripciones textuales, algunas con la fecha, que pregonan, de manera pública y permanente, las condiciones de medianería de paredes situadas en las lindes entre propiedades vecinas.  Se encuentran fijadas, de manera bien visible, en las paredes a las que se refieren y evitaba los frecuentes problemas entre vecinos a la hora de interpretar los derechos de cada uno, en cuanto a las paredes que los separaban mutuamente.

## Baldosas de medianería conservadas
- Palafrugell: Calle Ample, 64 / Ànimes, 12 / Ànimes, 16 (abans 12) / Bailèn, 60 / Begur, 38 / Begur, 59 / Botines, 8 / Botines, 24 / Bruc, 21 / Bruc, 43 / Bruguerol, 66 / Bruguerol, 74 / A tanca d'hort, al Bruguerol / Creu Roquinyola, 8, a la paret d'hort / Estrella, 6 / Font, 13 / Girona, 67 / A. Clavé, 50 / A. Clavé, 75 / Lluna, 34 / Lluna, 52 / Lluna, 54 / Nou, 9 / Palamós, 15 / Progrés, 25 / Sant Isidre, 8 / Sant Isidre, 11 / Santa Margarida, 15 / Sant Joan, 10 / Sant Josep, 12 / Sant Pere, 67 / Solárium, 13 / Tarongeta, 58 / Tarongeta, 87 / Torroella, 103 / Vilà, 11[2]
- Calella de Palafrugell. Calle de Bofill i Codina, 26 / Noi Gran, 6 / Villaamil, 37[2]
- Llofriu. Calle de la Barceloneta, 27 / Puig Montoriol, 15[2]

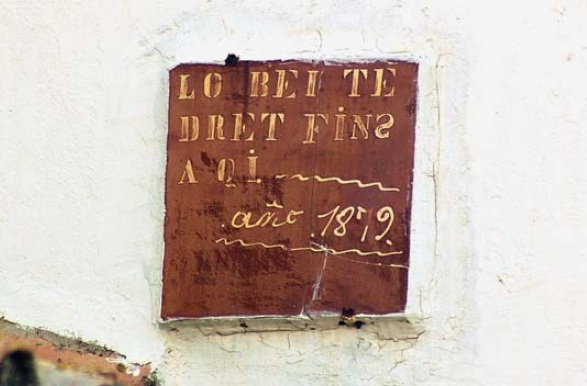
Baldosa de la calle Sant Pere. «El vecino tiene derecho hasta aquí. Año 1872».
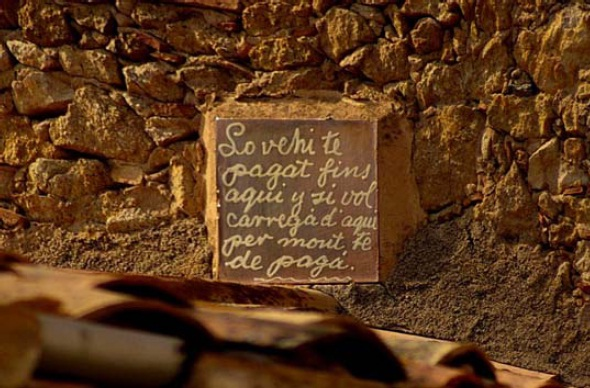
Baldosa de la calle Girona. «El vecino tiene pagado hasta aquí, si quiera construir hacia arriba tiene que pagar.»
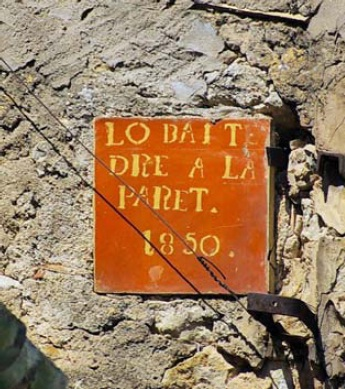
Baldosa de la calle de la Font. «El vecino tiene derecho a la pared. 1850.»
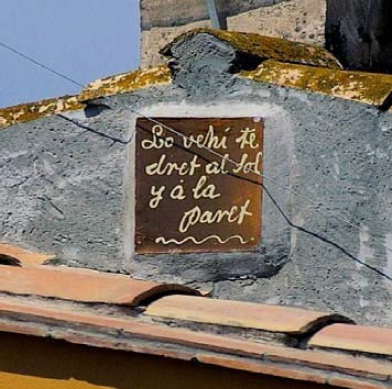
Baldosa de la calle Torroella. «El vecino tiene derecho al suelo y a la pared.»